# Gabri García
Gabriel Francisco García de la Torre (Sallent de Llobregat, Barcelona, 10 de febrero de 1979), conocido en el ámbito deportivo como Gabri, es un exfutbolista y entrenador español que desde la temporada 2024-25 dirige al C. E. Atlètic Lleida.
En su carrera futbolística jugó como centrocampista, su primer equipo fue el F. C. Barcelona, pasando luego por el Ajax de Ámsterdam. Acabó su carrera jugando en los equipos suizos F. C. Sion y F. C. Lausanne-Sport.

## Carrera

### Jugador
Dotado de una gran capacidad física (mide 174 cm y pesa 74 kg), solía actuar como volante derecho en el medio campo o lateral derecho. Era un futbolista trabajador y gran recuperador de balones, no exento de calidad técnica.
Desarrolló una importante parte de su carrera deportiva en el F. C. Barcelona, club en el que ingresó siendo un niño. Debutó en el primer equipo el 22 de agosto de 1999, en el partido disputado en el Camp Nou entre el F. C. Barcelona y el Real Zaragoza (1-0), correspondiente a la primera jornada de liga de la temporada 1999-2000. Esa temporada, con Louis van Gaal en el banquillo, disputó un total de 17 partidos de Liga, 4 de Copa y 9 de Liga de Campeones, marcando un total de 6 goles.
A partir de la siguiente temporada se consolidó como uno de los habituales del equipo, actuando en varias demarcaciones gracias a su polivalencia, y participando en la mayoría de partidos aunque no siempre como titular.
En septiembre de 2004, sufrió una rotura de los ligamentos cruzados en la rodilla derecha que lo mantuvo alejado de los terrenos de juego durante seis meses. Reapareció justo al final de temporada, coincidiendo con la celebración del título de campeón de Liga de la temporada 2004-2005, que era su primer título como profesional.
En junio de 2006, concretó su fichaje por el Ajax Ámsterdam después de siete temporadas en el primer equipo del F. C. Barcelona y tras ganar la UEFA Champions League en su última campaña. En el equipo de Ámsterdam se convirtió en titular indiscutible con Henk ten Cate como entrenador, marcando goles de media distancia, algunos de vital importancia. Con el equipo neerlandés ganó dos Copas neerlandesas.
En mayo de 2010, tras haber jugado poco con el Ajax en la última temporada, fichó por el Umm-Salal Sports Club de la Liga de Catar. En el verano de 2011, al término de la temporada catarí, fichó por el F. C. Sion de la Superliga Suiza donde disputó 5 partidos en el cuadro suizo, siendo uno de los protagonistas de las inscripciones irregulares que costaron al club una  sanción. Al término de la temporada 2011-12 se quedó en Suiza, pero fichó por el F. C. Lausanne-Sport.

#### Selección nacional
Fue internacional absoluto en tres ocasiones con la selección española. Debutó como internacional el 30 de abril de 2003 en el partido España 4 - 0 Ecuador. Fue uno de los 23 escogidos por Iñaki Sáez para disputar la Eurocopa 2004, aunque no disputó ningún partido. Desde ese entonces, no volvió a ser convocado más a la selección.
Los mayores éxitos internacionales los obtuvo con la selección española sub-20: campeón del mundo sub-20 en 1999 y medalla de plata en fútbol en los Juegos Olímpicos de Sídney 2000.
Participaciones en Eurocopas
| Copa          | Sede     | Resultado    |
| ------------- | -------- | ------------ |
| Eurocopa 2004 | Portugal | Primera fase |

### Entrenador
El 30 de junio de 2014 se convirtió en ayudante de Eusebio Sacristán en el F. C. Barcelona "B". Desde 2015 hasta octubre de 2017 entrenó al juvenil A del Barça. El 23 de octubre de 2017 se convirtió en entrenador del F. C. Sion. Fue despedido el 6 de febrero de 2018.
En diciembre de 2018 firmó por el F. C. Andorra, entonces en la Primera Catalana, al cual entrenó durante dos temporadas hasta su destitución en febrero de 2020 con el equipo en Segunda División B.
El 26 de enero de 2021 firmó por la U. E. Olot y el 2 de junio fue nombrado entrenador del Club Lleida Esportiu. Tras una temporada marcada por los problemas institucionales y en la que clasificó al equipo para jugar la promoción de ascenso a Primera División RFEF, anunció su marcha del club por el desgaste que había acumulado durante el año.
El 12 de julio de 2022 se convirtió en el nuevo entrenador del C. E. Sabadell F. C. Llegó días después de la incorporación de Gerard Escoda como director deportivo del club, con quien ya coincidió en Lleida la temporada anterior. Fue cesado el 19 de diciembre a causa de los malos resultados que los llevaron a acabar el año en puestos de descenso y siendo el equipo más goleado de su grupo de Primera Federación.
Entre 2023 y 2024 estuvo en China dirigiendo al Nantong Zhiyun y al Guangxi Pingguo Haliao F. C. Tras estas experiencias regresó a España y para la temporada 2024-25 se unió al C. E. Atlètic Lleida en su estreno en la Tercera Federación.

## Clubes

### Como jugador
| Club                 | País         | Año       | Partidos | Goles |
| -------------------- | ------------ | --------- | -------- | ----- |
| F. C. Barcelona "B"  | España       | 1997-2000 | 73       | 11    |
| F. C. Barcelona      | España       | 1999-2006 | 194      | 13    |
| Ajax de Ámsterdam    | Países Bajos | 2006-2010 | 118      | 10    |
| Umm-Salal S. C.      | Catar        | 2010-2011 | 13       | 3     |
| F. C. Sion           | Suiza        | 2011-2012 | 7        | 0     |
| F. C. Lausanne-Sport | Suiza        | 2012-2014 | 29       | 1     |

### Como entrenador
| Club                         | País    | Año       |
| ---------------------------- | ------- | --------- |
| F. C. Barcelona Juvenil "A"  | España  | 2015-2017 |
| F. C. Sion                   | Suiza   | 2017-2018 |
| F. C. Andorra                | Andorra | 2018-2020 |
| U. E. Olot                   | España  | 2021      |
| Club Lleida Esportiu         | España  | 2021-2022 |
| C. E. Sabadell F. C.         | España  | 2022      |
| Nantong Zhiyun               | China   | 2023      |
| Guangxi Pingguo Haliao F. C. | China   | 2024      |
| C. E. Atlètic Lleida         | España  | 2024-     |

## Palmarés

### Títulos nacionales
| Título                   | Club              | País         | Año     |
| ------------------------ | ----------------- | ------------ | ------- |
| Liga española            | F. C. Barcelona   | España       | 2004-05 |
| Supercopa                | F. C. Barcelona   | España       | 2005    |
| Liga española            | F. C. Barcelona   | España       | 2005-06 |
| Supercopa                | Ajax de Ámsterdam | Países Bajos | 2006    |
| Copa de los Países Bajos | Ajax de Ámsterdam | Países Bajos | 2006-07 |
| Supercopa                | Ajax de Ámsterdam | Países Bajos | 2007    |
| Copa de los Países Bajos | Ajax de Ámsterdam | Países Bajos | 2009-10 |

### Títulos internacionales
| Título                       | Club (*)            | Sede    | Año     |
| ---------------------------- | ------------------- | ------- | ------- |
| Mundial sub-20               | Selección de España | Nigeria | 1999    |
| Juegos Olímpicos             | Selección de España | Sídney  | 2000    |
| Liga de Campeones de la UEFA | F. C. Barcelona     | París   | 2005-06 |

(*) Incluyendo la selección.

### Otros
| Título        | Club            | País   | Año  |
| ------------- | --------------- | ------ | ---- |
| Copa Cataluña | F. C. Barcelona | España | 2004 |
| Copa Cataluña | F. C. Barcelona | España | 2005 |